# 2022-es labdarúgó-világbajnokság-selejtező (UEFA – H csoport)
A 2022-es labdarúgó-világbajnokság európai selejtező, H csoportjának eredményeit tartalmazó lapja. A csoportban a csapatok körmérkőzéses, oda-visszavágós rendszerben játszottak egymással. A csoport győztese kijutott a világbajnokságra, a csoport második helyezettje pótselejtezőn vett részt.
A csoportban Horvátország, Szlovákia, Oroszország, Szlovénia, Ciprus és Málta szerepelt.

## Tabella
| Hely. | Csapat       | M  | Gy | D | V | G+ | G– | Gk  | P  | Továbbjutás                         |     | Horvátország | Oroszország | Szlovákia | Szlovénia | Ciprusi Köztársaság | Málta |
| ----- | ------------ | -- | -- | - | - | -- | -- | --- | -- | ----------------------------------- | --- | ------------ | ----------- | --------- | --------- | ------------------- | ----- |
| 1.    | Horvátország | 10 | 7  | 2 | 1 | 21 | 4  | +17 | 23 | Kijutott a 2022-es világbajnokságra |     | —            | 1–0         | 2–2       | 3–0       | 1–0                 | 3–0   |
| 2.    | Oroszország  | 10 | 7  | 1 | 2 | 19 | 6  | +13 | 22 | Pótselejtezőn vett részt            |     | 0–0          | —           | 1–0       | 2–1       | 6–0                 | 2–0   |
| 3.    | Szlovákia    | 10 | 3  | 5 | 2 | 17 | 10 | +7  | 14 |                                     |     | 0–1          | 2–1         | —         | 2–2       | 2–0                 | 2–2   |
| 4.    | Szlovénia    | 10 | 4  | 2 | 4 | 13 | 12 | +1  | 14 |                                     | 1–0 | 1–2          | 1–1         | —         | 2–1       | 1–0                 |       |
| 5.    | Ciprus       | 10 | 1  | 2 | 7 | 4  | 21 | −17 | 5  |                                     | 0–3 | 0–2          | 0–0         | 1–0       | —         | 2–2                 |       |
| 6.    | Málta        | 10 | 1  | 2 | 7 | 9  | 30 | −21 | 5  |                                     | 1–7 | 1–3          | 0–6         | 0–4       | 3–0       | —                   |       |

## Mérkőzések
A menetrendet az UEFA a sorsolást követő napon, 2020. december 8-án tette közzé.
Az időpontok közép-európai idő szerint, zárójelben helyi idő szerint értendők.
| 2021. március 24. 20:45 (21:45 UTC+2) |

| Ciprus | 0–0         | Szlovákia |
| ------ | ----------- | --------- |
|        | Jegyzőkönyv |           |

| GSP Stadion, Nicosia Játékvezető: Alekszandar Sztavrev (macedón) |

| 2021. március 24. 20:45 |

| Málta        | 1–3               | Oroszország                           |
| ------------ | ----------------- | ------------------------------------- |
| J. Mbong 56' | (0–2) Jegyzőkönyv | Dzjuba 23' Fernandes 35' Szobolev 90' |

| Nemzeti Stadion, Ta’ Qali Játékvezető: Peter Kjaesgaard (dán) |

| 2021. március 24. 20:45 |

| Szlovénia  | 1–0               | Horvátország |
| ---------- | ----------------- | ------------ |
| Lovrić 15' | (1–0) Jegyzőkönyv |              |

| Stožice Stadion, Ljubljana Játékvezető: Antonio Mateu Lahoz (spanyol) |

| 2021. március 27. 15:00 (17:00 UTC+3) |

| Oroszország    | 2–1               | Szlovénia  |
| -------------- | ----------------- | ---------- |
| Dzjuba 26' 35' | (2–1) Jegyzőkönyv | Iličić 36' |

| Fist Olimpiai Stadion, Szocsi Játékvezető: Marco Di Bello (olasz) |

| 2021. március 27. 18:00 |

| Horvátország | 1–0               | Ciprus |
| ------------ | ----------------- | ------ |
| Pašalić 40'  | (1–0) Jegyzőkönyv |        |

| Rujevica Stadion, Fiume Játékvezető: Kristo Tohver (észt) |

| 2021. március 27. 20:45 |

| Szlovákia                | 2–2               | Málta                    |
| ------------------------ | ----------------- | ------------------------ |
| Strelec 49' Škriniar 53' | (0–2) Jegyzőkönyv | Gambin 16' Satariano 20' |

| Anton Malatinský Stadion, Nagyszombat Játékvezető: Harald Lechner (osztrák) |

| 2021. március 30. 18:00 (19:00 UTC+3) |

| Ciprus     | 1–0               | Szlovénia |
| ---------- | ----------------- | --------- |
| Pittas 42' | (1–0) Jegyzőkönyv |           |

| GSZP Stadion, Nicosia Játékvezető: Andreas Ekberg (svéd) |

| 2021. március 30. 20:45 |

| Horvátország                                  | 3–0               | Málta |
| --------------------------------------------- | ----------------- | ----- |
| Perišić 62' Modrić 76' (11-esből) Brekalo 90' | (0–0) Jegyzőkönyv |       |

| Stadion Rujevica, Fiume Játékvezető: Lionel Tschudi (svájci) |

| 2021. március 30. 20:45 |

| Szlovákia            | 2–1               | Oroszország   |
| -------------------- | ----------------- | ------------- |
| Škriniar 38' Mak 74' | (1–0) Jegyzőkönyv | Fernandes 71' |

| Anton Malatinský Stadium, Nagyszombat Játékvezető: Carlos del Cerro Grande (spanyol) |

| 2021. szeptember 1. 20:45 |

| Málta                       | 3–0               | Ciprus |
| --------------------------- | ----------------- | ------ |
| Attard 44' 54' J. Mbong 46' | (1–0) Jegyzőkönyv |        |

| Nemzeti Stadion, Ta’ Qali Játékvezető: Fabio Maresca (olasz) |

| 2021. szeptember 1. 20:45 (21:45 UTC+3) |

| Oroszország | 0–0         | Horvátország |
| ----------- | ----------- | ------------ |
|             | Jegyzőkönyv |              |

| Luzsnyiki Stadion, Moszkva Játékvezető: Roi Reinshreiber (izraeli) |

| 2021. szeptember 1. 20:45 |

| Szlovénia      | 1–1               | Szlovákia   |
| -------------- | ----------------- | ----------- |
| Stojanović 42' | (1–1) Jegyzőkönyv | Boženík 32' |

| Stožice Stadion, Ljubljana Játékvezető: Kovács István (román) |

| 2021. szeptember 4. 15:00 (16:00 UTC+3) |

| Ciprus | 0–2               | Oroszország                  |
| ------ | ----------------- | ---------------------------- |
|        | (0–1) Jegyzőkönyv | Jerohin 6' Zhemaletdinov 55' |

| GSZP Stadion, Nicosia Játékvezető: Alejandro Hernández Hernández (spanyol) |

| 2021. szeptember 4. 18:00 |

| Szlovénia             | 1–0               | Málta |
| --------------------- | ----------------- | ----- |
| Lovrić 45' (11-esből) | (1–0) Jegyzőkönyv |       |

| Stožice Stadion, Ljubljana Játékvezető: Andris Treimanis (lett) |

| 2021. szeptember 4. 20:45 |

| Szlovákia | 0–1               | Horvátország |
| --------- | ----------------- | ------------ |
|           | (0–0) Jegyzőkönyv | Brozović 86' |

| Tehelné pole, Pozsony Játékvezető: Bartosz Frankowski (lengyel) |

| 2021. szeptember 7. 20:45 |

| Horvátország                        | 3–0               | Szlovénia |
| ----------------------------------- | ----------------- | --------- |
| Livaja 33' Pašalić 66' Vlašić 90+4' | (1–0) Jegyzőkönyv |           |

| Gradski stadion u Poljudu, Split Játékvezető: Clément Turpin (francia) |

| 2021. szeptember 7. 20:45 (21:45 UTC+3) |

| Oroszország                        | 2–0               | Málta |
| ---------------------------------- | ----------------- | ----- |
| Szmolov 10' Bakayev 84' (11-esből) | (1–0) Jegyzőkönyv |       |

| Otkrityije Aréna, Moszkva Játékvezető: Ali Palabıyık (török) |

| 2021. szeptember 7. 20:45 |

| Szlovákia                 | 2–0               | Ciprus |
| ------------------------- | ----------------- | ------ |
| Schranz 55' Koscelník 77' | (0–0) Jegyzőkönyv |        |

| Tehelné pole, Pozsony Játékvezető: Aliyar Aghayev (azeri) |

| 2021. október 8. 20:45 (21:45 UTC+3) |

| Ciprus | 0–3               | Horvátország                            |
| ------ | ----------------- | --------------------------------------- |
|        | (0–1) Jegyzőkönyv | Perišić 45+2' Gvardiol 80' Livaja 90+2' |

| AEK Arena – Georgios Karapatakis, Lárnaka Játékvezető: Michael Oliver (angol) |

| 2021. október 8. 20:45 |

| Málta | 0–4               | Szlovénia                           |
| ----- | ----------------- | ----------------------------------- |
|       | (0–1) Jegyzőkönyv | Iličić 27' 60' Šporar 49' Šeško 67' |

| Nemzeti Stadion, Ta’ Qali Játékvezető: Anasztásziosz Szidirópulosz (görög) |

| 2021. október 8. 20:45 (21:45 UTC+3) |

| Oroszország          | 1–0               | Szlovákia |
| -------------------- | ----------------- | --------- |
| Škriniar 24' (öngól) | (1–0) Jegyzőkönyv |           |

| Ak Bars Arena, Kazany Játékvezető: Antonio Mateu Lahoz (spanyol) |

| 2021. október 11. 18:00 (19:00 UTC+3) |

| Ciprus                   | 2–2               | Málta                          |
| ------------------------ | ----------------- | ------------------------------ |
| Papoulis 7' Sotiriou 80' | (1–0) Jegyzőkönyv | Z. Muscat 53' Degabriele 90+8' |

| AEK Arena – Georgios Karapatakis, Lárnaka Játékvezető: Dennis Higler (holland) |

| 2021. október 11. 20:45 |

| Horvátország            | 2–2               | Szlovákia                |
| ----------------------- | ----------------- | ------------------------ |
| Kramarić 25' Modrić 71' | (1–2) Jegyzőkönyv | Schranz 20' Haraslín 45' |

| Gradski Vrt Stadium, Eszék Játékvezető: Ovidiu Hațegan (román) |

| 2021. október 11. 20:45 |

| Szlovénia  | 1–2               | Oroszország              |
| ---------- | ----------------- | ------------------------ |
| Iličić 40' | (1–2) Jegyzőkönyv | Diveyev 28' Dzsikija 32' |

| Ljudski vrt, Maribor Játékvezető: Artur Soares Dias (portugál) |

| 2021. november 11. 18:00 (20:00 UTC+3) |

| Oroszország                                                        | 6–0               | Ciprus |
| ------------------------------------------------------------------ | ----------------- | ------ |
| Jerohin 4' 87' Szmolov 55' Mostovoy 56' Sutormin 62' Zabolotny 82' | (1–0) Jegyzőkönyv |        |

| Kresztovszkij Stadion, Szentpétervár Játékvezető: Daniel Stefański (lengyel) |

| 2021. november 11. 20:45 |

| Málta                | 1–7               | Horvátország                                                                  |
| -------------------- | ----------------- | ----------------------------------------------------------------------------- |
| Brozović 31' (öngól) | (1–4) Jegyzőkönyv | Perišić 6' Ćaleta-Car 22' Pašalić 39' Modrić 45+1' Majer 47' 64' Kramarić 53' |

| Nemzeti Stadion, Ta’ Qali Játékvezető: Deniz Aytekin (német) |

| 2021. november 11. 20:45 |

| Szlovákia                       | 2–2               | Szlovénia           |
| ------------------------------- | ----------------- | ------------------- |
| Duda 58' (11-esből) Strelec 74' | (0–1) Jegyzőkönyv | Zajc 18' Mevlja 62' |

| Anton Malatinský Stadium, Nagyszombat Játékvezető: Mattias Gestranius (finn) |

| 2021. november 14. 15:00 |

| Horvátország          | 1–0               | Oroszország |
| --------------------- | ----------------- | ----------- |
| Kudrjasov 81' (öngól) | (0–0) Jegyzőkönyv |             |

| Gradski stadion u Poljudu, Split Játékvezető: Danny Makkelie (holland) |

| 2021. november 14. 15:00 |

| Málta | 0–6               | Szlovákia                                  |
| ----- | ----------------- | ------------------------------------------ |
|       | (0–3) Jegyzőkönyv | Rusnák 6' 16' Duda 8' 69' 80' De Marco 72' |

| Nemzeti Stadion, Ta’ Qali Játékvezető: Fran Jović (horvát) |

| 2021. november 14. 15:00 |

| Szlovénia                 | 2–1               | Ciprus        |
| ------------------------- | ----------------- | ------------- |
| Zajc 48' Gnezda Čerin 84' | (0–0) Jegyzőkönyv | Kakoullis 89' |

| Stožice Stadion, Ljubljana Játékvezető: Szergej Ivanov (orosz) |